# Раудоне (Швенчёнский район)
Раудоне (лит. Raudonė) — село в восточной части Литвы. Входит в состав Швенченеляйского староства Швянчёнского района. По данным переписи Литвы 2011 года, население Раудоне составляло 5 человек.

## География
Расположено в северной части района, в 12 километрах от Швянчёниса и в 11,5 километрах от Швенчёнеляя. Ближайшие населённые пункты — сёла Курнишке и Ряшкутенай.

## Население
| 1931                           | 1959 | 1970 | 1979 | 1989 | 2001 | 2011 |
| ------------------------------ | ---- | ---- | ---- | ---- | ---- | ---- |
| 33                             | 24   | 23   | 16   | 7    | 5    | 5    |
| Гистограмма динамики населения |      |      |      |      |      |      |